# Non è mai abbastanza
Non è mai abbastanza è un singolo del gruppo musicale italiano Modà, il quarto estratto dal loro quinto album in studio Gioia, pubblicato il 4 ottobre 2013.

## Video musicale
Il videoclip che accompagna il brano è stato diretto da Gaetano Morbioli e prodotto da Run Multimedia. Le scene sono un omaggio alle più belle scene di alcuni grandi film: La leggenda del pianista sull'oceano, Rocky Balboa e Love Actually.
Le tre attrici sono, in ordine di apparizione: Anna Sophie Bellè, Federica Gasparini e Carlotta Brusini.

## Tracce
1. Non è mai abbastanza – 3:48

## Classifiche
| Classifica (2013)         | Posizione massima |
| ------------------------- | ----------------- |
| Italia                    | 27                |
| Italia (airplay)          | 16                |
| Italia (airplay italiane) | 8                 |